# Сєдишева Елеонора Миколаївна
Елеонора Миколаївна Сєдишева (Овандер, Яценя) — українська вчена у галузях зоології та музеології, фахівець з коловерток, кліщів та деяких інших груп безхребетних, кандидат біологічних наук (1965), брала участь у створенні трьох каталогів колекцій Зоологічного музею імені М. М. Щербака.

## Життєпис
У 1965 році захистила кандидатську дисертацію «Панцирные клещи Центральной лесостепи Украинской ССР» під керівництвом видатного зоолога, академіка О. П. Маркевича. В подальшому перейшла на вивчення коловерток. Готувала по цій групі монографію в серії «Фауна України», однак вона залишилася невиданою. Працювала в Інституті зоології імені І. І. Шмальгаузена у відділі фауни та систематики безхребетних до виходу на пенсію у 1990-х роках. Після цього працювала в Зоологічному музеї імені М. М. Щербака на посаді провідного інженера. Вела колекції різних груп безхребетних тварин і готувала матеріали для каталогів.
Описала у співавторстві маловідомий вид інфузорій, епібіонта коловерток, Eрistylis polyarthris Kostenko & Ovander, 1982.

## Робота в Зоологічному музеї

Каталог типів у зоологічних колекціях ННПМ, 2001

Елеонора Миколаївна упродовж багатьох років опікувалася колекціями безхребетних тварин у фондах Зоологічного музею імені М. М. Щербака.
На підсумками ревізії колекції молюсків нею у співпраці зі Святославом Погребняком та Олексієм Корнюшиним підготовлено і видано два каталоги колекцій — «Двостулкові молюски (Mollusca: Bivalvia)» (2008) та «Черевоногі молюски (Mollusca, Gastropoda)» (2015).
При підготовці каталогу типових екземплярів ННПМ (2001) Елеонорою Миколаївною впорядковано дані щодо значної кількості груп: «Списки типовых экземпляров составляли: Седышева Э. Н. Monogenoidea, Cestoda, Trematoda, Nematoda, Hirudinea, Arachnida, Crustacea, Gastropoda (при участии Г. И. Щербак)» (за текстом із каталогу).

## Найважливіші публікації

### Статті
- Овандер Э. H. Материалы к распространению коловратки Paradicranophorus aculeatus (Neiswestnowa-Shadina) (Rotatoria) // Вестник зоологии. — 1977. — 6. — С. 18.
- Овандер Э. Н. Новые данные о коловратках рода Testudinella (Rotatoria, Monimotrochida) в фауне Украины // Вестник зоологии. — 1979. — 3 - С. 85-89.
- Овандер Э. Н. Об использовании индексов для видовой диагностики коловраток рода Lecane (Rotatoria, Lecatiidae) // Вестник зоологии. — 1980. — 3. — С. 42-46.
- Овандер Э. Н. Коловратки рода Lecane (Rotatoria, Lecanidae) в фауне УССР // Вестник зоологии. — 1980. — 6. — С. 34-41.
- Овандер Э. Н. Сезонные колебания численности коловраток в одном из прудов Киева // Вестник зоологии. — 1981. — 4. — С. 71-75.
- Овандер Э. Н. Материалы к распространению коловратки Trichocerca (s. str.) rosea (Stenroos) (Rotatoria) // Вестник зоологии. — 1981. — 6. — С. 76-77.
- Овандер Э. Н. Коловратки (Rotatoria) водоемов Полесского заповедника и их сапробно-показательное значение // Докл. АН УССР, сер. Б. — 1981. — 5. — С. 84-87.
- Костенко С. М., Овандер Э. Н. Обнаружение эпибионтных инфузорий (Peritricha, Sessilina) на некоторых коловратках // ІІІ съезд Всесоюзн. общ. протозоологов. — Вильнюс, 1982. — С. 179.
- Овандер Э. Н. Сезонные сукцессии доминирующих видов коловраток (Rotifera) в одном из водоемов Центральной Украины // Вестник зоологии. — 1983. — 4. — С. 34-39.
- Овандер Э. Н. Новый для фауны СССР вид коловратки (Rotifera, Brachionidae) // Вестник зоологии. — 1988. — 6. — С. 56-57.
- Овандер Е. М., Яковенко Н. С. та ін. Анотований список моногононтних коловерток ряду Ploima (Rotifera: Eurotatoria, Monogononta, Ploima) фауни України (повідомлення I) // Рибогосподарська наука України. — 2011. — 2. — С. 59-69.
- Овандер Е. М., Яковенко Н. С. та ін. Анотований список моногононтних коловерток ряду Ploima (Rotifera: Eurotatoria, Monogononta, Ploima) фауни України (повідомлення 2) // Рибогосподарська наука України. — 2011. — 3. — С. 46-54.
- Яковенко Н. С., Овандер Е. М. та ін. Анотований список моногононтних коловерток надряду Gnesiotrocha (Rotifera: Eurotatoria, Monogononta, Gnesiotrocha) фауни України. Повідомлення ІІІ // Рибогосподарська наука України. — 2011. — 4. — С. 41-51.
- Яковенко Н. С., Овандер Е. М. Анотований список бделоідних коловерток (Rotifera: Eurotatoria, Bdelloidea) фауни України // Вісник КНУ ім. Тараса Шевченка, сер. біол. — 2011. — 58. — С. 25-29.

### Каталоги колекцій Зоологічного музею
- Доценко, И. Б., И. В. Загороднюк, Л. Г. Манило, Е. М. Писанец, Э. Н. Седышева, В. В. Чиколовец, Л. С. Шевченко. 2001. Каталог типовых экземпляров зоологического музея ННПМ НАН Украины / Зоологический музей ННПМ НАНУ; Под ред. Е. М. Писанца. Киев, 1—138. ISSN: 966-02-1519-3[2]
- Погребняк С. Г., Сєдишева Е. М., Корнюшин О. В. 2008. Двостулкові молюски (Mollusca: Bivalvia) / Зоологічний музей ННПМ НАН України. Київ, 1-177. (Серія: Каталог колекцій Зоологічного музею ННПМ НАН України). (без ISSN, pdf)
- Погребняк С. Г., Е. М. Сєдишева. 2015. Черевоногі молюски (Mollusca, Gastropoda) / НАН України, Нац. наук.-природн. музей. Київ: НАН України, 1-386. (Серія: Колекції Зоологічного музею ННПМ НАН України).